# Boston Society of Film Critics Awards 2015
La 36ª edizione dei Boston Society of Film Critics Awards si è svolta l'11 dicembre 2015.

## Premi

### Miglior film
- Il caso Spotlight (Spotlight), regia di Tom McCarthy
  - 2º classificato: Mad Max: Fury Road, regia di George Miller

### Miglior attore
- Leonardo DiCaprio - Revenant - Redivivo (The Revenant)
- Paul Dano - Love & Mercy

### Migliore attrice
- Charlotte Rampling - 45 anni (45 Years)
  - 2º classificato: Saoirse Ronan - Brooklyn

### Miglior attore non protagonista
- Mark Rylance - Il ponte delle spie (Bridge of Spies)
  - 2º classificato: Sylvester Stallone - Creed - Nato per combattere (Creed)

### Migliore attrice non protagonista
- Kristen Stewart - Sils Maria (Clouds of Sils Maria)
  - 2º classificato: Alicia Vikander - The Danish Girl

### Miglior regista
- Todd Haynes - Carol
  - 2º classificato: Tom McCarthy - Il caso Spotlight (Spotlight)

### Migliore sceneggiatura
- Tom McCarthy e Josh Singer - Il caso Spotlight (Spotlight)
  - 2º classificato: Phyllis Nagy - Carol

### Miglior fotografia
- Edward Lachman - Carol
  - 2º classificato: Emmanuel Lubezki - Revenant - Redivivo (The Revenant)

### Miglior montaggio
- Margaret Sixel - Mad Max: Fury Road
  - 2º classificato: Tom McArdle - Il caso Spotlight (Spotlight)

### Miglior colonna sonora
- Atticus Ross - Love & Mercy
  - 2º classificato: Ludwig Göransson - Creed - Nato per combattere (Creed)

### Migliori musiche
- Love & Mercy

### Miglior documentario
- The Look of Silence, regia di Joshua Oppenheimer
  - 2º classificato: Amy, regia di Asif Kapadia

### Miglior film in lingua straniera
- The Look of Silence, regia di Joshua Oppenheimer  ·  Danimarca/ Norvegia/ Finlandia/ Regno Unito
  - 2º classificato: White God - Sinfonia per Hagen (Fehér isten), regia di Kornél Mundruczó  ·  Ungheria/ Germania/ Svezia

### Miglior film d'animazione
- Anomalisa, regia di Charlie Kaufman e Duke Johnson
- Inside Out, regia di Pete Docter
  - 2º classificato: Shaun, Vita da pecora - Il film (Shaun the Sheep Movie), regia di Richard Starzak e Mark Burton

### Miglior regista esordiente
- Marielle Heller - Diario di una teenager (The Diary of a Teenage Girl)
  - 2º classificato: Alex Garland - Ex Machina

### Miglior cast
- Il caso Spotlight (Spotlight)
  - 2º classificato: La grande scommessa (The Big Short)